# Cuts Like a Knife
Cuts Like a Knife är ett album av den kanadensiske sångaren Bryan Adams. Låtarna är mestadels skrivna av Adams och Jim Vallance. Låten "Cuts Like a Knife", skriven tillsammans med dåvarande Kiss-trummisen Eric Carr, blev en hit 1984 och låg på flera listor i olika länder. 

## Låtlista
1. "The Only One" - 3:14
2. "Take Me Back" - 4:41
3. "This Time" - 3:18
4. "Straight From the Heart" - 3:30
5. "Cuts Like a Knife" - 5:19
6. "I'm Ready" - 3.58
7. "What's it Gonna Be" - 3:39
8. "Don't Leave Me Lonely" - 2:58
9. "Let Him Know" - 3:11
10. "The Best was Yet to Come" - 3:04